# Ой-вей

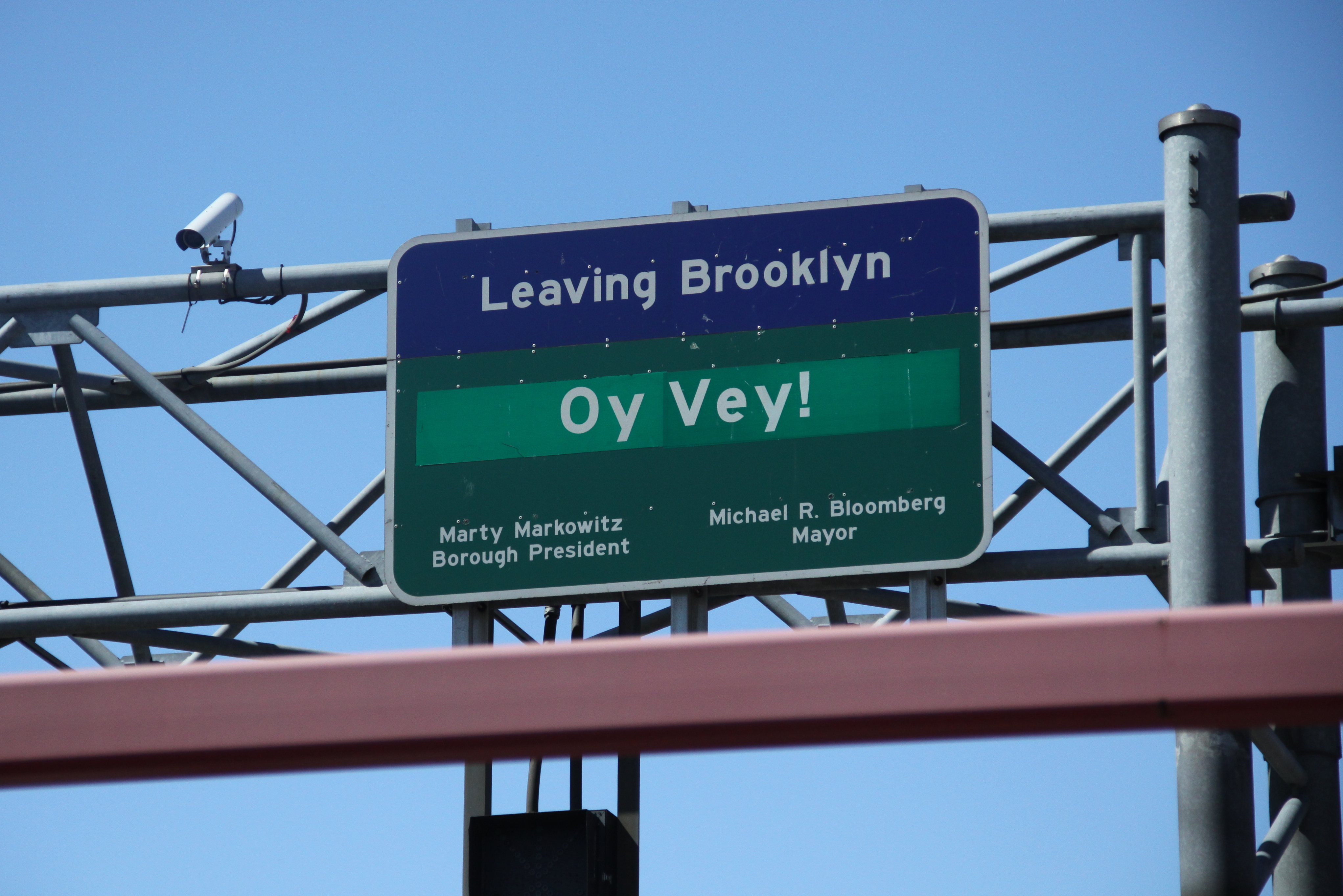
Дорожный указатель на Вильямсбургском мосту на выезде из Бруклина «Покидая Бруклин. Ой-вей!»

«Ой-вей» (идиш אױ װײ‎) — фраза на идише, выражающая боль, недовольство, тревогу, раздражение. Это выражение может быть переведено как «о, горе!» или «горе мне!». В современном языке в обиходе может быть многозначным: наряду с выражением горя приобретает ироническое, юмористическое или иное толкование.

## Этимология

### Светское объяснение
На идише слово «װײ» (вэй) служит восклицанием при боли и является однокоренным со словом боль. Имеет германские корни, родственно немецкому выражению o weh или auweh, которое объединяет немецкое и голландское восклицания au!, означающие «ой», а также немецкое слово Weh и голландское «wee», означающие боль. Выражение также связано с oh ve — более старым выражением в датском и шведском языках и выражением oy wah, используемым с аналогичным значением в регионе Монбельяр во Франции. 

### Клерикальное объяснение

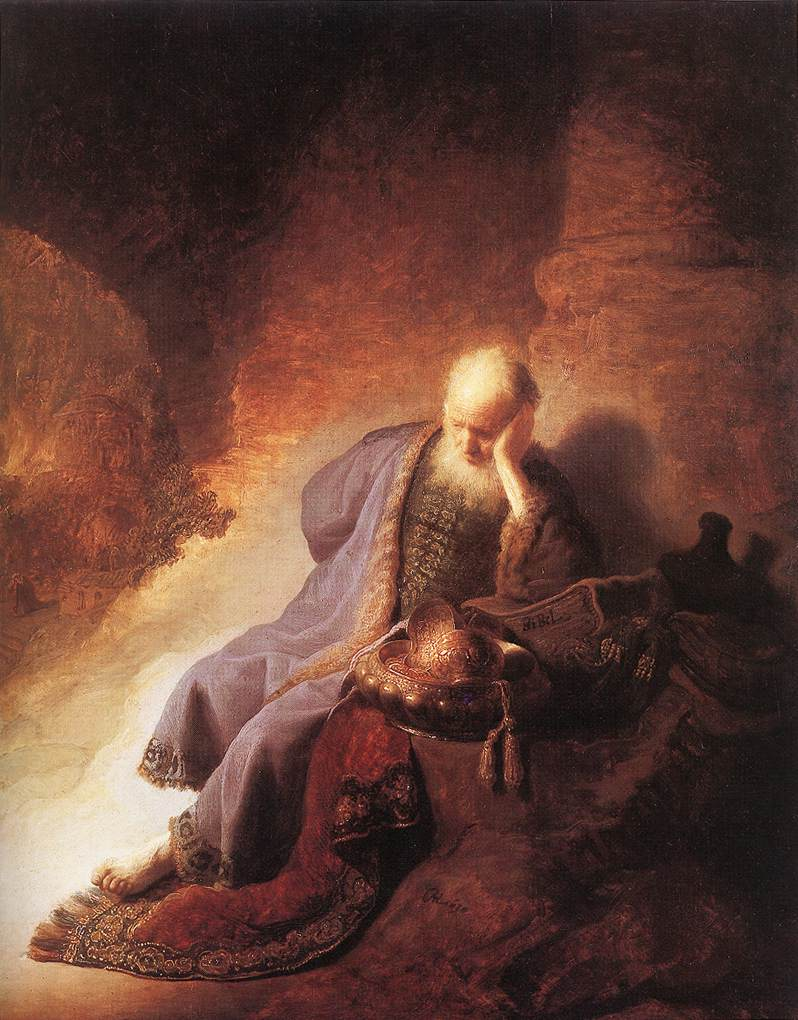
Упал венец с головы нашей; ой нам (горе нам), что мы согрешили!

Согласно сайту chabad.org, альтернативная теория происхождения выражения на идиш состоит в том, что «ой» происходит от библейского иврита, и что «вей» является его арамейским эквивалентом. Альтернативно это пишется אוי, הוי или הו на библейском иврите и ווי, וי, ואי и ויא на арамейском.
Событие, связанное с восклицанием «Ой», относится ко времени, когда произошёл исход иудеев из Египта. В Пятикнижии (Хумаше) говорится: «И было, когда отпустил Фараон народ…» (Шмот 13:17). Предыдущая глава — Шмот 13:16 — указывает на тфилин, накладываемый на руку и голову. В Торе говорится, что существует связь между тем фактом, когда Фараон отпускает евреев, и тфилином. Фараон, отпуская евреев, восклицает «Ой», понимая, что порабощение евреев закончилось, следует их отпустить, и вновь они не вернутся. Талмуд сообщает, что существует обязанность при бегстве раба-еврея от хозяина и в том случае, когда его возврат невозможен, исполнить заповедь наложения тфилина (Гитин, л. 40). В Талмуде также обозначен момент, когда потеря признаётся безвозвратной: если хозяином потерявшейся вещи произносятся слова: «Ой! Я понёс убыток!». Это означает, что он не надеется вернуть её (Бава Меция, л. 21).
Выражение «И было» на иврите равнозначно «вайеи» или намёку на восклицание «вай!» (ой!) (Шмот Раба, гл.20). Слово «вайеи» («и было») сказал не только Фараон, у евреев также была причина для тревоги. Потомки были обречены на 400 лет рабства благодаря четырём шагам, которые сделал Фараон, провожая Авраама (Сота, л. 46). Провожая его, он сказал «вэешалху», а отпуская евреев, использовал слово «бешалах». На иврите слова с корнем «шалах» используются как глаголы со значением «отсылать» и «отпускать» кого-либо, а также в значении глагола «провожать» (Ялкут Шимони, гл. 13).
Евреи были обеспокоены тем, что если проводы Авраама закончились четырёхсотлетним рабством, то, возможно, впереди их также могут ожидать годы страданий и лишений, поэтому они горевали, были растревожены и произнесли восклицание «Ой!» (или «Ой-вей»).

## Вариации
Выражение часто сокращается до просто «ой» или удлиняется до «ой вей из мир» («о, горе мне»). Основная цель или эффект его удлинения часто драматичны, что-то вроде «космического ай». По словам визуального антрополога Пенни Волин, «ой» — это не просто обычное слово, а скорее выражение своего мнения и мировоззрения. Ещё одно связанное с ним выражение — «oy gevalt» (ой-гевалт) — может иметь похожее значение, а также выражать шок или изумление.

## Орфография
В языках, использующих латинский алфавит, фраза пишется раздельно — oy vey, по правилам русской письменности «ой-вей» пишется через дефис.

## В народной культуре
Специфика использования библейских и талмудических мотивов отмечена в традиционном жанре устного творчества и народного театра — пуримшпилях: «Ой-вей, великий Амалек, ой-вей и ой-вей, и ой-вей, великий Амалек».

## Упоминание в популярной культуре
- В одном из эпизодов Симпсонов «Like Father, Like Clown», когда отец клоуна Красти узнаёт, что его сын стал клоуном, он произносит: «Ой-вей из мир!»[14].
- В мультфильме «Мадагаскар», когда главные герои понимают, что попали в неприятную ситуацию, бегемотиха Глория восклицает: «Ой-вей»[15].
- В «Песне старого портного» Розенбаума/Шуфутинского есть слова «Ой-вей! Было время, были силы…»[16].
- В телесериале «Сайнфелд» Элейн восклицает «Ой-вей!», когда её бывший босс отрекается от иудаизма[17].
- В книге Виктора Пелевина «IPhuck 10» Мара мысленно произносит «Ой-вей», размышляя о людях, увлекающихся философией[18].
- Восклицание послужило составной частью названия комедии «Ой вей! Мой сын гей!» (режиссёр картины Евгений Афинеевский)[19].
- В Санкт-Петербурге в 2018 году был организован фестиваль еврейской культуры «Ой! Вей»[20].
- Концертный альбом стороннего музыкального проекта Дэвида Боуи, Tin Machine, носит название Tin Machine Live: Oy Vey, Baby.